# Cocoa
Cocoa er Apples implementation af OpenStep-standarden for programudvikling, og er fuldt kompatibel med eksisterende NeXTSTEP-kode.

## Rolle i Mac OS X
Cocoa er i Mac OS X ligestillet med Carbon for udvikling af programmer og præsentation af grafiske brugerflader, men de to API'er er vidt forskellige – Carbon er proceduralt opbygget, mens Cocoa er objektorienteret og anvender primært Objective-C (men har også interfaces til mange andre programmeringssprog, blandt andet Java, Ruby, Python og Perl. Udover grafiske brugerflade indeholder Cocoa også array-objekter, såkaldte dictionaries (som hurtigt kan opbygge struktureret data), multithreading, filhåndtering, tekstmanipulation mm.

## Standarder og dokumenter
Apple har udgivet et dokument, Human Interface Guidelines, som udstikker, hvorledes programmer bør se ud: Apple HIG